# Liste der Kulturdenkmäler in Garbenheim
Die folgende Liste enthält die in der Denkmaltopographie ausgewiesenen Kulturdenkmäler auf dem Gebiet des Ortsteils Garbenheim der  Stadt Wetzlar, Lahn-Dill-Kreis, Hessen.
Hinweis: Die Reihenfolge der Denkmäler in dieser Liste orientiert sich an der Anschrift, alternativ ist sie auch nach der Bezeichnung, der vom Landesamt für Denkmalpflege vergebenen Nummer oder der Bauzeit sortierbar.
Kulturdenkmäler werden fortlaufend im Denkmalverzeichnis des Landes Hessen durch das Landesamt für Denkmalpflege Hessen auf Basis des Hessischen Denkmalschutzgesetzes (HDSchG) geführt. Die Schutzwürdigkeit eines Kulturdenkmals hängt nicht von der Eintragung in das Denkmalverzeichnis des Landes Hessen oder der Veröffentlichung in der Denkmaltopographie ab.

| Bild                     | Bezeichnung                        | Lage                                               | Beschreibung                                                | Bauzeit   | Objekt-Nr. |
| ------------------------ | ---------------------------------- | -------------------------------------------------- | ----------------------------------------------------------- | --------- | ---------- |
| Bild gesucht BW          |                                    | Bachstraße 16 LageFlur: 19, Flurstück: 42          |                                                             |           | 25316 DDB  |
| Bild gesucht BW          |                                    | Backhausstraße 1 LageFlur: 18, Flurstück: 171/65   |                                                             |           | 25317 DDB  |
|                          |                                    | Backhausstraße 6 LageFlur: 18, Flurstück: 53       |                                                             |           | 25318 DDB  |
| Bild gesucht BW          | Gesamtanlage historischer Ortskern | Lage                                               |                                                             |           | 30058 DDB  |
| Bild gesucht BW          |                                    | Goetheplatz 6 LageFlur: 18, Flurstück: 74          |                                                             |           | 25319 DDB  |
| Bild gesucht BW          |                                    | Hundsgasse 3 LageFlur: 19, Flurstück: 44           |                                                             |           | 25320 DDB  |
| Bild gesucht BW          |                                    | Hundsgasse 9 LageFlur: 19, Flurstück: 566          |                                                             |           | 25321 DDB  |
| Bild gesucht BW          |                                    | Im Stiegel 3-5 LageFlur: 18, Flurstück: 55, 56     |                                                             |           | 25326 DDB  |
| Bild gesucht BW          |                                    | Im Stiegel 8 LageFlur: 18, Flurstück: 168/21       |                                                             |           | 25325 DDB  |
| Bild gesucht BW          |                                    | Im Stiegel 11 LageFlur: 18, Flurstück: 51          |                                                             |           | 25324 DDB  |
| Evangelische Pfarrkirche | Evangelische Pfarrkirche           | Kirchstraße 5 LageFlur: 18, Flurstück: 78; 79      | spätklassizistische Saalkirche mit Westturm und Chorpolygon | 1882–1883 | 25327 DDB  |
| Bild gesucht BW          |                                    | Ritterkaut 3 LageFlur: 19, Flurstück: 86/1; 87/3   |                                                             |           | 29858 DDB  |
| Bild gesucht BW          |                                    | Ritterkaut 4 LageFlur: 19, Flurstück: 47/1         |                                                             |           | 29859 DDB  |
| Bild gesucht BW          |                                    | Ritterkaut 6 LageFlur: 19, Flurstück: 48/1         |                                                             |           | 25330 DDB  |
| Bild gesucht BW          |                                    | Schulstraße 10 LageFlur: 14, Flurstück: 50/1       |                                                             |           | 25331 DDB  |
|                          |                                    | Untergasse 1 LageFlur: 18, Flurstück: 120          |                                                             |           | 25332 DDB  |
|                          |                                    | Untergasse 3 LageFlur: 18, Flurstück: 121/4; 121/3 |                                                             |           | 25333 DDB  |